# Biaix d'informació científica
El biaix d'informació científica, és la presentació interessada dels informes dels resultats de la investigació científica, mostrant o amagant selectivament informació sobre els subjectes (com per exemple l'historial mèdic, si són fumadors, experiències sexuals).
Normalment es refereix a la tendència de no mostrar tots els resultats experimentals inesperats o indesitjats, atribuint aquests errors al mostreig o a errors de mesura. I sí mostrar, en canvi, els resultats més esperats o desitjables, tot i que aquests poden estar sotmesos a les mateixes fonts d'error. Un estudi que tingui aquest biaix fa més probable que en estudis posteriors sobre el mateix tema també pateixin aquests errors, donat que els investigadors tendiran a rebutjar els resultats que es desviïn massa dels obtinguts en el primer estudi.
Alguns tipus de biaixos d'informació científica són:
- Biaix de publicació: la publicació o no dels resultats d'investigacions depenent de la naturalesa dels resultats obtinguts.
- Biaix de retard: la publicació ràpida o dilatada en el temps dels resultats d'investigacions depenent de la naturalesa dels resultats obtinguts.
- Biaix de localització: la publicació dels resultats en diferents tipus de revistes segons la naturalesa dels resultats obtinguts.
- Biaix de citació: la citació o no dels resultats d'investigacions depenent de la naturalesa dels resultats obtinguts.